# 쿠쾰베르그

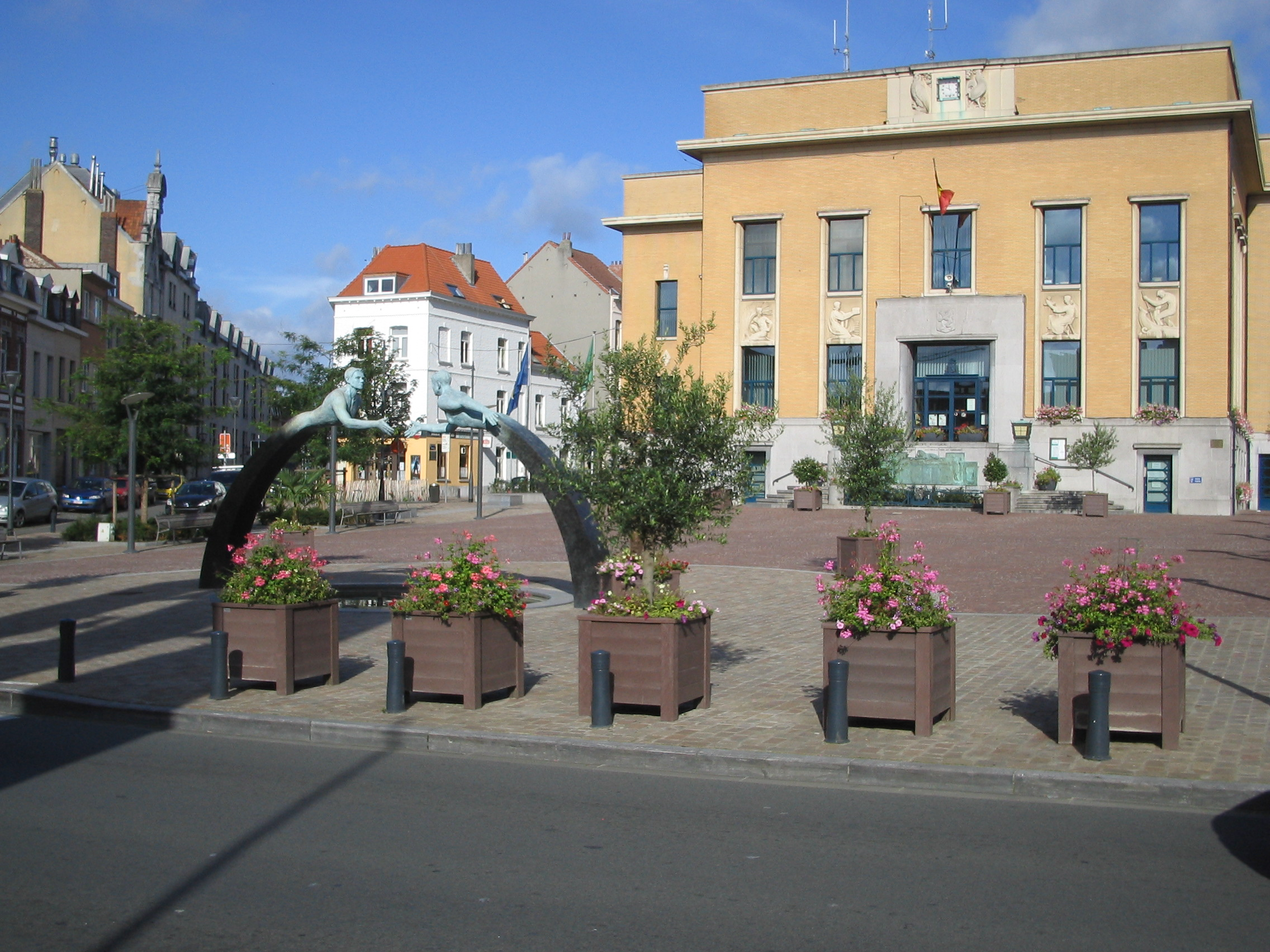
쿠켈베르크

쿠쾰베르그(프랑스어: Koekelberg, 발음: [kukœlbɛʁ(ɡ)]) 또는 쿠켈베르흐(네덜란드어: Koekelberg, 발음 [ˈkukəlˌbɛr(ə)x] ( 듣기))는 벨기에 브뤼셀 수도 지역을 구성하는 19개 지방 자치체 가운데 하나로 면적은 1.17km2, 인구는 20,661명(2013년 1월 1일 기준), 인구 밀도는 18,000명/km2이다.

시기
시 문장